# Lý Nguyên Hoàng
Lý Nguyên Hoàng (tiếng Trung: 李元皇; ? – 1221), hay Nguyên vương (元王) là một vị vua nhà Lý trong lịch sử Việt Nam.

## Thân thế
Lý Nguyên Hoàng không được sử sách xác định tên thật, là con thứ vua Lý Anh Tông, không rõ mẹ ông là ai. Ông được phong tước Huệ Văn vương (惠文王). Sử sách không nói rõ ông là em hay anh của Lý Cao Tông. Trần tộc vạn thế ngọc phả lại không đề cập đến Huệ Văn Vương trong các con trai vua Anh Tông

## Vua thời loạn
Nhà Lý từ thời Lý Cao Tông đã suy yếu, các sứ quân nhiều nơi nổi dậy cát cứ. Sau loạn Quách Bốc (1209), họ Trần mà đứng đầu là Trần Tự Khánh nắm quyền điều hành triều chính nhà Lý.
Vua Lý mới là Huệ Tông cùng Đàm thái hậu lo lắng về thế lực họ Trần. Đầu năm 1213, Đàm thái hậu sai người đi với các tướng sĩ ở đạo Bắc Giang, hẹn ngày cùng phát binh đánh Tự Khánh. Nhưng khi ra quân đối trận, Lý Huệ Tông thất thế phải chạy lên Lạng Châu.
Trần Tự Khánh chiếm được kinh đô Thăng Long, sai người đem thư lên Lạng Châu gặp Huệ Tông xin Huệ Tông trở về, nhưng Huệ Tông không nghe. Tự Khánh bèn triệu tập các vương hầu, bá quan bàn việc cải lập, sai người đón Huệ Văn vương đến Hạc Kiều, lập làm vua mới.
Tháng 3 năm Giáp Tuất (tháng 4 năm 1214), Huệ Văn vương lên ngôi ở điện Đại An, đổi niên hiệu mới là Càn Ninh (乾寧), xưng là Nguyên Hoàng.
Vua Càn Ninh không có thực quyền, mọi việc trong triều do Trần Tự Khánh quyết định. Vua Huệ Tông lần lượt dựa vào sứ quân khác nhưng các sứ quân này lần lượt bị bại trận, không dẹp được loạn lạc, một số bị thất bại về tay Tự Khánh. Tới năm 1216, Lý Huệ Tông đành lại quay về nương nhờ anh em họ Trần.
Tháng 4 năm 1216, được tin Lý Huệ Tông muốn quay lại dựa vào họ Trần, Trần Tự Khánh sai bộ tướng Vương Lê đem thủy quân đi đón Huệ Tông. Sau đó Tự Khánh phế vua Càn Ninh xuống làm Huệ Văn vương như cũ. Họ Trần tiếp tục chi phối vua Huệ Tông, nắm quyền điều hành triều chính.
Tháng 6 năm 1221, Huệ Văn vương qua đời, không rõ khi đó ông bao nhiêu tuổi. Vua Lý Huệ Tông cho bãi triều năm ngày và ăn chay ba ngày.
Lý Nguyên vương ở ngôi được 2 năm (1214-1216). Bốn năm sau khi ông mất, họ Trần cướp ngôi nhà Lý.